# サウスゲートタワー川口
サウスゲートタワー川口（サウスゲートタワーかわぐち）は、埼玉県川口市に所在する超高層マンションである。

## 概要
工場や木造住宅が密集し、防災的な問題が生じていたことから川口金山町12番地区市街地再開発事業によって再開発され、超高層マンションと低層棟が建設された。商業施設や屋上庭園なども設置されている。区域内ではオープンスペースの配置のほか、都市計画道路善光寺荒川線の整備も同時に行われた。

## 沿革
- 2001年（平成13年）11月 - 再開発勉強会発足。
- 2006年（平成18年）4月 - 準備組合設立。
- 2010年（平成22年）10月 - 再開発組合設立。
- 2011年（平成23年）12月 - 着工。
- 2014年（平成26年）3月 - 竣工。

## 周辺
- 川口駅
- リリア
- キャスティ